# Michel Brunet (1917-1985)
Pour les articles homonymes, voir Michel Brunet et Brunet.
Michel Brunet (né le 24 juillet 1917 à Montréal et décédé le 4 septembre 1985 à Montréal) est un historien et essayiste québécois.
Il a fait ses études à l'Université de Montréal et à l'université Clark de Worcester (Massachusetts).
Il a été directeur du département d'histoire de l'Université de Montréal de 1959 à 1968.
Président de l'Institut d'histoire de l'Amérique française (1970-1971).

## Biographie
Michel Brunet est né le 24 juillet 1917 à Montréal dans le quartier Côte-des-Neiges. Il est issu d'un milieu aisé puisque son père y possédait une entreprise de monuments funéraires. Il a fait ses études primaires à l'école Saint-Pierre Claver puis il a poursuivi des études classiques au collège Saint-Laurent pour obtenir son diplôme de Bachelier ès Arts de l'Université de Montréal en juin 1939. Il opte alors pour une carrière d'enseignant et s'inscrit, en tant qu'externe, à l'École normale primaire supérieure Jacques-Cartier de Montréal d'où il recevra, en juin 1941, un diplôme supérieur d'enseignement bilingue décerné par le département de l'Instruction publique de la province de Québec suivi, en août 1941, d'un baccalauréat en pédagogie de l'Université de Montréal.
Dès l'automne de 1941, il commence à enseigner au niveau primaire, d'abord dans un collège anglais à Montebello puis, à partir de novembre, il travaillera pour la Commission des écoles catholiques de Montréal. À compter de 1943, il décide d'entreprendre de nouvelles études à l'Université de Montréal qu'il mène de front avec son enseignement. Il obtiendra sa licence en mai 1946. Mais, au cours de sa dernière année d'études, il s'est aussi inscrit aux cours du soir donné à la Faculté des lettres en histoire contemporaine. Après deux ans d'études à la Faculté des lettres, il obtient, en mai 1947, une maîtrise ès arts en histoire contemporaine en complétant un mémoire sur Les Relations entre le Canada et les États-Unis.
En mai 1947, il obtiendra une bourse d'études de la Fondation Rockefeller pour aller faire un doctorat à l'université Clark au Massachusetts. En avril 1949, soit moins de deux ans après son arrivée à l'université Clark, il rédigera une thèse de doctorat intitulée The Massachusetts Constitutional Convention of 1853. Un mois plus tôt, il avait reçu la confirmation qu'il serait engagé comme assistant-professeur à l'Institut d'histoire de l'Université de Montréal où il entreprendra son enseignement à l'automne 1949. Il deviendra professeur agrégé à l'automne 1950.
Son enseignement porte sur l'histoire des États-Unis ainsi que sur l'histoire moderne et contemporaine du monde occidental et il n'assumera un enseignement en histoire du Canada qu'au début des années soixante. Dès l'automne de 1950, il est nommé professeur agrégé. Toujours en 1950, il devient membre-correspondant de l'Institut d'histoire de l'Amérique française. De 1954 à 1970, il fera partie du comité de direction avant d'accéder au poste de président pour les années 1970-1971.
En 1952, il publie, en collaboration avec Marcel Trudel et Guy Frégault, une Histoire du Canada par les textes, puis en 1954 et en 1958 il fera paraître deux volumes qui vont rassembler les principaux articles et conférences qu'il a publiés ou prononcés au cours de cette période : Canadians et Canadiens - Études sur l'histoire et la pensée des deux Canadas (1954) et La Présence anglaise et les Canadiens - Études sur l'histoire et la pensée des deux Canadas (1958).
De 1957 à 1964, il est membre du Conseil général de la Société Saint-Jean-Baptiste de Montréal. De 1960 à 1965, il en sera aussi le secrétaire général puis, en 1965, il en deviendra, pour un an, le 2e vice-président.
En 1959, il est nommé professeur titulaire en même temps qu'il devient directeur du département d'histoire et membre du conseil de la Faculté des lettres, dont il sera le secrétaire de 1962 à 1966 puis vice-doyen de 1966 à 1967. Au cours de la même période, il sera admis, en 1961, à l'Académie canadienne-française dont il occupera le poste de secrétaire de 1962 à 1972. En 1965-1966, il sera aussi président de l'Association des professeurs de l'Université de Montréal, dont il a été, avec Guy Frégault, l'un des fondateurs en 1955.
À l'automne de 1967, il abandonne son poste de vice-doyen ainsi que la direction du département d'histoire dans le but de se préparer à prendre un congé d'études et de recherches au cours de l'année académique 1968-1969, congé qui devait mener à la publication, en 1969, d'un livre qu'il prépare depuis presque vingt ans: Les Canadiens après la Conquête - 1759-1775. À la suite de la parution de ce dernier ouvrage, Michel Brunet devait être le lauréat du prix littéraire du Gouverneur général (1969) et du prix France-Québec (1970). En 1970, la Société Saint-Jean-Baptiste de Montréal rendait hommage à l'ensemble de son œuvre en lui décernant le prix Duvernay. Il publiera aussi deux autres volumes qui regroupent, une fois de plus, les principaux articles et conférences qu'il a entre-temps publiés ou prononcés : Québec - Canada anglais, deux itinéraires, un affrontement (1968) et Notre passé, le présent et nous (1976).
En 1969, il sera élu, en compagnie de Guy Frégault, comme membre associé étranger de l'Académie des sciences d'outre-mer de Paris, dont il obtiendra un fauteuil en 1984. À l'hiver de 1969, il sera professeur invité en Grande-Bretagne et donnera des conférences aux universités d'Édimbourg, de Birmingham, d'Oxford et de Londres. En 1972, il sera de nouveau professeur invité, en France au Centre de recherches d'histoire nord-américaine de la Sorbonne dans le cadre des programmes d'échanges France-Québec. L'Université de Sherbrooke l'invitera, à son tour, à donner un cours en 1973 tandis qu'il sera invité à l'université de Poitiers en 1976.
En 1978, Michel Brunet recevra la médaille de la Société historique de Montréal. En 1983, il prendra sa retraite mais il continuera à enseigner un cours d'histoire des États-Unis à titre de professeur invité. La même année, l'Université de Montréal le nommera professeur émérite et le gouvernement du Québec lui décernera le prix Léon-Gérin pour l'ensemble de son œuvre. Michel Brunet est décédé le 4 septembre 1985.
Le fonds d’archives Michel Brunet est conservé au centre d’archives de Montréal de la Bibliothèque et Archives nationales du Québec.

## Publications
1942
« Impression d'un débutant », L'École canadienne, 17, 7 (mars 1942), p. 319-321.
1946
Les Relations entre le Canada et les États-Unis, M.A., Lettres, Université de Montréal, 1946, 110 p.
1949
The Massachusetts Constitutional Convention of 1853, Thèse de Ph.D., université Clark, Worcester (Massachusetts), 1949, XXII-472 p.
« The Massachusetts Constitutional Convention of 1853 », History and International Relations, 1949, p. 71-75.
1950
« L'enseignement  de l'histoire, contribution à l'éveil du sens national », Pédagogie-Orientation, 4, 4 (octobre 1950), p. 179-185; 5, 1 (mars 1951), p. 20-27. (Ce texte a aussi été publié dans une version abrégée et légèrement modifiée sous le titre «Pourquoi les Canadiens français manquent-ils de sens national», dans Canadians et Canadiens, Montréal et Paris, Fides, 1954, p. 83-93).
Compte rendu du livre de Robert Rumilly, Le Frère Marie-Victorin et son temps, Montréal, Les Frères des Écoles chrétiennes, 1949, 459 p., paru dans la Revue d'histoire de l'Amérique française, 4, 3 (décembre 1950), p. 438-441.
1951
« Les idées politiques de la Gazette littéraire de Montréal (1778-1779) », Canadian Historical Association Report, 1951, p. 43-50.
Compte rendu du livre de Léon Lemonnier, Histoire du Canada français, Hachette, Coll. «L'histoire racontée à tous», Paris, 1949, 448 p., paru dans Revue d'histoire de l'Amérique française, 4, 4 (mars 1951), p. 585-586.
« Avant de critiquer les dirigeants et les diplomates américains », L'Action universitaire, 17, 4 (juin 1951, p. 3-14.
Compte rendu des Mémoires de la Société Royale du Canada, 3e série, 44, 1950, sections I et II, paru dans la Revue d'histoire de l'Amérique française, 5, 2 (septembre 1951), p. 290-294.
« Le métahistorien Arnold J. Toynbee et la minorité canadienne-française », Revue d'histoire de l'Amérique française, 5, 3 (décembre 1951), p. 362-272. (Ce texte a aussi paru sous le titre «Le métahistorien Arnold J. Toynbee et la nationalité canadienne-française», dans Canadians et Canadiens, Montréal et Paris, Fides 1954, p. 69-82.)
« Notice au sujet de Fleury Mesplet », Revue d'histoire de l'Amérique française, 5, 3 (décembre 1951), p. 401-403.
1952
(En coll. avec Guy Frégault), «La province de Québec - La plus grande province du Canada», Pays et nations - Le monde en couleurs, Vol. 6, Montréal-Québec, 1952, 1953, 1954, p. 65-80. (Une version augmentée a paru en 1962; 1965, p. 64-80).
(En coll. avec Guy Frégault et Marcel Trudel), Histoire du Canada par les textes, Montréal, Fides, 1952, 1956, 297 p.; Éd. revue et augmentée, 1963, 1966, 1979, 2 vol. 262 p. et 281 p.
« Le Rapport Massey: réflexions et observations », L'Action universitaire, 18, 2 (janvier  52), p. 39-47. (Ce texte a aussi paru sous le titre «Une autre manifestation du nationalisme Canadian: le rapport Massey», dans Canadians et Canadiens, Montréal et Paris, Fides, 1954, p. 47-58.
Compte rendu du livre de Robert Rumilly, Histoire du Canada, Paris, Éd. La Clef d'Or, 1951, 592 p., paru dans la Revue d'histoire de l'Amérique française, 5, 4 (mars 1952), p. 589-593.
Compte rendu du livre de Robert Hamilton, éd., Canadian Quotations and Phrases; Literary and Historical, Toronto, McClelland and Stewart Limited, 1952, 272 p., paru dans la Revue d'histoire de l'Amérique française, 6, 1 (juin 1952), p. 142-143.
Compte rendu du livre de Herbert Butterfield, The Wig Interpretation of History, Londres, G. Bell and Sons Limited, 1950, 132 p., paru dans la Revue d'histoire de l'Amérique française, 6, 2 (septembre 1952), p. 291-293.
« Pax Romana - En marge d'un congrès récent », Notre Temps, 13 septembre 1952, p. 1; 3.
« The secret Ballot issue in Massachusetts Politics from 1851 to 1853 », The New England Quartely, 25, 1952, p. 354-362.
«Le problème nègre aux États-Unis», L'Action universitaire, 19, 1 (octobre 1952), p. 6-28.
1953
« Premières réactions des vaincus de 1760 devant leurs vainqueurs », Revue d'histoire de l'Amérique française, 6, 4 (mars 1953), p. 506-516. (Cet article a aussi paru dans La présence anglaise et les Canadiens, Montréal, Beauchemin, 1958, p. 37-48).
Compte rendu du Rapport de la Société canadienne d'Histoire de l'Église catholique pour l'année 1950-1951, paru dans la Revue d'histoire de l'Amérique française, 6, 4 (mars 1953), p. 575-577.
Compte rendu du livre de Shepard B. Clough, The Rise and Fall of Civilization: An Inquiry into the Relationship between Economic Development and Civilization, New-York, McGraw-Hill Book Company, 1951, 291 p., paru dans la Revue d'histoire de l'Amérique française, 6, 4 (mars 1953), p. 577-578.
Compte rendu du livre de Donald Creighton, John A. Macdonald: The Young Politician, Toronto, Macmillan, 1952, 524 p., paru dans la Revue d'histoire de l'Amérique française, 6, 4 (mars 1953), p. 579-582.
Compte rendu des livres de Robert Rumilly, Histoire de la Province de Québec – Succession de Laurier (vol. XXIV); Alexandre Taschereau (vol. XXV); Rayonnement du Québec (vol. XXVI), Montréal, Éd. Chanteclerc, 1953, 246, 255 et 287 p.; paru dans la Revue d'histoire de l'Amérique française, 7, 1 (juin 1953), p. 121-128. (Ce texte a aussi été reproduit sous le titre de «Histoire contemporaine du Canada français» dans Canadians et Canadiens, Montréal et Paris, Fides, 1954, p. 95-106.)
Compte rendu de la revue The Canadian Journal of Economics and Political Science, 19, août 1953, paru dans la Revue d'histoire de l'Amérique française, 7, 2 (septembre 1953), p. 300-305.
Compte rendu du livre d'Edmond Préclin, Le XVIIIe siècle - I - La France et le monde de 1715 à 1789, avec la coll. de Victor-L. Tapié, II- Les Forces internationales, Paris, PUF, 1952, VIII-574 p; IV-VI 575-996 p., paru dans la Canadian Historical Review, 34, 3 (septembre 1953), p. 300-302.
« Canadians et Canadiens », Canadiens et Canadiens, Montréal et Paris, Fides, 1954, p. 17-32. (Cet article a paru aussi en anglais sous le titre «Canadians and Canadiens», dans Ramsay Cook, éd., French-Canadian nationalism – An anthology, Toronto, Macmillan, 1969, p. 284-293).
« Histoire et historiens », Canadians et Canadiens, Montréal et Paris, Fides, 1954, p. 33-46.
Compte rendu de Jean-Charles Falardeau, éd., Essais sur le Québec contemporain, Québec, Les Presses Universitaires de Laval, 1953, 260 p., paru dans la Revue d'histoire de l'Amérique française, 7, 3 (décembre 1953), p. 440-449. (Ce compte rendu a été reproduit sous le titre «Problèmes contemporains de la société canadienne-française» dans Canadians et Canadiens, Montréal et Paris, Fides, 1954, p. 107-118).
« Sur une caricature », L'Autorité, 14 novembre 1953, p. 4.
1954
Canadians et Canadiens – Études sur l'histoire et la pensée des deux Canadas, Montréal et Paris, Fides, 1954, 1959, 173 p., 1979, 182 p.
(En coll.), Canada français et union canadienne, Montréal, Éd., de l'Action nationale, 1954, p. 17-125. (Mémoire présenté par la Société Saint-Jean-Baptiste de Montréal, le 13 mai 1954, à la Commission royale d'enquête sur les problèmes constitutionnels – Commission Tremblay).
« L'anti-impérialisme des Canadiens et la fidélité britannique des Canadians », Canadians et Canadiens, Montréal et Paris, Fides, 1954, p. 119-152. (La conclusion de ce texte (p. 150-152) a aussi paru sous le titre «Fidélité britannique», dans Un siècle de littérature canadienne, (en coll.), 1967, p. 341-343).
« L'aide fédérale aux universités: les deux points de vue », Canadians et Canadiens, Montréal et Paris, Fides, 1954, p. 59-67.
« M. Maurice Lamontagne et sa conception du fédéralisme canadien », compte rendu du livre de Maurice Lamontagne, Le Fédéralisme canadien: évolution et problèmes, Québec, Les Presses Universitaires Laval, 1954, 298 p., paru dans la Revue d'histoire de l'Amérique française, 8, 2 (septembre 1954), p. 262-278. (Ce texte a été reproduit sous le titre «Centralisme et fédéralisme» dans Canadians et Canadiens, Montréal et Paris, Fides, 1954, p. 153-173).
Compte rendu du livre de G.-P. Gilmour, dir., Canada's ToMorrow, Toronto, Macmillan, 1954, 324 p., paru dans L'Actualité économique, 30, 3 (octobre-décembre 1954), p. 564-566.
« La science politique au service de l'union canadienne », L'Action nationale, 44, 4 (décembre 1954), p. 272-292.
1955
«Les crises de conscience et la prise de conscience du Canada français», L'Action nationale, 44, 7 (mars 1955), p. 591-603.
«Liberté, démocratie et Britannisme », compte rendu du livre d'Arthur R. M. Lower, This Most Famous Stream: The Liberal Democratic Way of Life, Toronto, The Ryerson Press, 1954, 193 p., paru dans la Revue d'histoire de l'Amérique française, 8, 4 (mars 1955), p. 570-580.
«Nécessité et importance des recherches en sciences sociales », Revue canadienne de géographie, 9, 2-3, (avril-septembre 1955), p. 115-118.
« Le nationalisme canadien-français et la politique des deux Canadas », La présence anglaise et les Canadiens, Montréal, Éd. Beauchemin, 1958, p. 233-292.
« Manquons-nous réellement de techniciens », Le Devoir, 11 juin 1955, p. 4.
« La Conquête anglaise et la déchéance de la bourgeoisie canadienne (1760-1793) », Amérique française, 13, 2 (juin 1955), p. 19-84. (Cet article a été reproduit dans La présence anglaise et les Canadiens, Montréal, Beauchemin, 1958, p. 49-112. Il a aussi été reproduit en anglais dans Dale Miquelon, éd., Society and Conquest – The Debate on the Bourgeoisie and Social Change in French Canada, 1700-1850, Toronto, Copp Clark Publishing, 1977, p. 143-161).
Compte rendu du livre d'Adrien Thério, Jules Fournier, journaliste de combat, Montréal, Éd., Fides, 1954, 245 p., paru dans la Revue d'histoire de l'Amérique française, 9, 1 (juin 1955), p. 136-138.
Compte rendu du livre d'Everett C. Hugues et Helen M., Where Peoples Meet: Racial and Ethnic Frontiers, Glencoe, Illinois: The Free Press, 1952, 204 p., paru dans la Revue d'histoire de l'Amérique française, 9, 1 (juin 1955), p. 138-140.
Compte rendu du livre de A.L. Burt, Guy Carleton, Lord Dorchester (1724-1808): Revised Version, Ottawa, The Canadian Historical Association Booklets, # 5, 1955, 17 p., paru dans la Revue d'histoire de l'Amérique française, 9, 1 (juin 1955), p. 294-298.
Compte rendu de la revue Les Cahiers des Dix, 19, Montréal, 1954, 294 p., paru dans Culture, 16, 3 (septembre 1955), p. 350-352.
« Rétractations - Sur une fausse attribution de découvertes », Les Carnets Viatoriens, 20, 4 (octobre 1955), p. 293-294.
Compte rendu du livre de Chester Martin, Foundations of Canadian Nationhood, Toronto, University of Toronto Press, 1955, 554 p., paru dans L'Actualité économique, 31, 3 (octobre-décembre 1955), p. 472-475.
« La formation d'une élite dynamique», Relations, 15, 179 (novembre 1955), p. 298.
« La conservation historique – Il ne faut pas reconstruire mais conserver », L'Action nationale, 45, 4 (décembre 1955), p. 288-295. (Ce texte a été reproduit sous le titre « La conservation historique », dans L'École canadienne, (février 56), p. 355-360).
1956
« Canadianisme et Canadianism », Canadian Historical Association Report, 1956, p. 79-81.
« Qu'est-ce que l'assimilation ? », L'Action nationale, 45, 5 (janvier 1956), p. 388-395.
Compte rendu du livre de H.S Ferns et B. Ostry, The Age of Mackenzie King: The Rise of the Leader, Londres et Toronto, 1955, 356 p., paru dans la Revue d'histoire de l'Amérique française, 10, 1 (juin 1956), p. 126-128.
Compte rendu de L'Enseignement primaire, (15 avril 1956), «La situation économique des Canadiens français», paru dans la Revue d'histoire de l'Amérique française, 10, 1 (juin 1956), p. 128-130.
« Les deux Canadas», Journal de Genève, # 210, 8 septembre 1956, p. 3. (Numéro spécial sur le Québec).
« La nouvelle politique soviétique et le désarroi du monde occidental », Culture, 17, septembre 1956), p. 232-241.
« Coexistence: Canadian Style – A Nationalistic View », Queen's Quartely, 63, 3 (aut. 1956), p. 424-431
« Professions traditionnelles et réalités sociales », Présence, 3, 1 (10 octobre 1956), p. 1; 8.
« Pourquoi n'avons-nous pas un ministère de l'Éducation », Alerte, 13, 122 (octobre 1956), p. 228-232.
« L'aide fédérale aux universités et le problème des relations fédérales-provinciales – Quand le gouvernement d'Ottawa acceptera-t-il de se soumettre à la constitution ? », L'Action nationale, 46, 3 (novembre 1956), p. 191-215. (Cet article a été reproduit intégralement trois mois plus tard dans la même revue: 46, 5-6, (janvier -février 1957), p. 399-422).
Compte rendu de quatre livres de la collection «Classiques Canadiens », Éd., Fides, Montréal et Paris, 1956, Lilianne et Guy Frégault, Frontenac; Marcel Trudel, Champlain; Michel Dassonville, Crémazie; Benoît Lacroix, o.p., Saint-Denys Garneau; paru dans la Revue d'histoire de l'Amérique française, 10, 3 (décembre 1956), p. 445-447.
1957
« La pratique du patriotisme dans un pays multinational et la situation particulière des Canadiens français », Symposium sur le patriotisme au Canada français, Éd., ACELF, 1957, p. 29-37. (Cet article a été reproduit dans La présence anglaise et les Canadiens, Montréal, Éd. Beauchemin, 1958, p. 211-220).
« La présence anglaise en Amérique », Cahiers de l'Académie canadienne-française, 2, Montréal, 1957, p. 85-112. (Cet article a été reproduit sous le titre «La présence anglaise à l'époque de la Nouvelle-France», dans La présence anglaise et les Canadiens, Montréal, Éd. Beauchemin, 1958, p. 15-36).
« Trois dominantes de la pensée canadienne-française: l'agriculturisme, l'anti-étatisme et le messianisme », Écrits du Canada français, 3, 1957, p. 31-118. (Cet article a été reproduit dans La présence anglaise et les Canadiens, Montréal, Éd. Beauchemin, 1958, p. 113-166. Il a aussi été reproduit en anglais dans Dale Miquelon, éd., Society and Conquest - The Debate on the Bourgeoisie and Social Change in French Canada, 1700-1850, Toronto, Copp Clark Publishing, 1977, p. 162-171).
(En coll. avec Guy Frégault et Maurice Séguin), «Lettre au Devoir – Les historiens ne prennent pas au sérieux la croisade anti-gauchiste», Le Devoir, 17 janvier 1957, p. 4.
« L'interprétation historique traditionnelle devant les réalités sociales du passé et du présent », Le Devoir, 14 mars 1957, p. 17.
« L'inévitable infériorité économique des Canadiens français », La présence anglaise et les Canadiens, Montréal, Éd. Beauchemin, 1958, p. 221-232.
« L'Éducation patriotique au Canada français », Alerte, 14, 128 (avril 1957), p. 118-123.
Compte rendu du livre de Marcel Trudel, L'Église canadienne sous le Régime militaire, 1759-1764: les problèmes, Les Études de l'Institut d'histoire de l'Amérique française, 1956, XXXIII-362 p., paru dans la Revue d'histoire de l'Amérique française, 11, 1 (juin 1957), p. 115-118.
« Pourquoi parlons-nous le français ? », La Presse, 22 juin 1957, p. 57.
« La victoire des conservateurs peut nous aider à voir clair », Le Devoir, 8 juillet 1957, p. 4.
« La Révolution française sur les rives du Saint-Laurent », Revue d'histoire de l'Amérique française, 11, 2 (septembre 1957), p. 155-158.
Compte rendu du livre de Léopold Lamontagne, Arthur Buies, homme de lettres, Québec, Les Presses Universitaires Laval, 1957, 258 p., paru dans la Revue d'histoire de l'Amérique française, 11, 2 (septembre 1957), p. 293-295.
« Les Canadians, l'État fédéral et l'éducation des citoyens du Canada », L'Action nationale, 47, 3 (novembre 1957), p. 273-284.
Compte rendu du livre de J.-T. Saywell, The Office of Lieutenant-Governor: À Study in Canadian Government and Politics, Toronto, University of Toronto Press, 1957, XII-302 p., paru dans la Revue d'histoire de l'Amérique française, 11, 3 (décembre 1957), p. 441-442.
1958
La présence anglaise et les Canadiens – Études sur l'histoire et la pensée des deux Canadas, Montréal, Beauchemin, 1958, 292 p; 1964, 1968, 323 p.
« Canadianisme et canadianism », La présence anglaise et les Canadiens, Montréal, Beauchemin, 1958, p. 167-190.
« Un problème historique mal posé : la survivance collective des Canadiens et leur résistance à l'assimilation », La présence anglaise et les Canadiens, Montréal, Beauchemin, 1958, p. 191-209.
« Le recours à l'anonymat », Le Devoir, 13 janvier 1958, p. 4.
« A l'Université, les problèmes sont à la mesure de l'institution », Alerte, 15, 135 (janvier 1958), p. 4-7.
« Peut-on séparer la recherche de l'Enseignement universitaire », Alerte, 15, 137 (mars 1958), p. 68-71.
« La stratégie du parti conservateur et les mirages du nationalisme CANADIAN », Le Devoir, 27 mars p. 4-5; 28 mars p. 4; 12; 29 mars 1958 p. 4.
« Les Canadiens après la Conquête - Les débuts de la résistance passive », Revue d'histoire de l'Amérique française, 12, 2 (septembre 1958), p. 170-207.
« Le royaume du Canada et la république des États-Unis », Les relations canado-américaines, Rapport de la cinquième conférence annuelle de l'Institut Canadien des Affaires publiques, 1958, p. 15-20.
« Canadians and Canadiens: Why are they not Alike? », Culture, 20, 1 (mars 1959), p. 15-24.
« The British Conquest: Canadian Social Scientists and the Fate of the Canadiens », Canadian Historical Review, 40, 2 (juin 1959), p. 93-107. (Ce texte a aussi été reproduit dans Carl Berger, dir., Approaches to Canadian History, Toronto, University of Toronto Press, 1967, p. 84-98).
« Quelles devraient être les propositions fiscales de la province de Québec ? », Le Devoir, 3 décembre p. 4; 4 décembre 1958 p. 4; 8.
1959
« M. Michel Brunet - Enquête sur le nationalisme canadien-français », Tradition et progrès, 2, 2 (décembre 1958 - mars 1959), p. 20-21.
« Le rôle des métropoles et des entrepreneurs dans la colonisation de l'Amérique et la mise en valeur de la vallée du Saint-Laurent », Canadian Historical Association Report, 1959, p. 16-21.
« Ludger Duvernay et la permanence de son œuvre », Alerte, 16, 147 (avril 1959), p. 114-120.
« Passé, présent et avenir du Canada françai s», Les Cahiers de la Nouvelle-France, 10 (mai-août 1959), p. 109-115.
Compte rendu du livre de Norbert Lacoste, Les Caractéristiques sociales de la population du Grand Montréal: étude de sociologie urbaine, Montréal, Faculté des Sciences sociales, économiques et politiques de l'Université de Montréal, 1958, 267 p., paru dans la Revue d'histoire de l'Amérique française, 13, 2 (septembre 1959), p. 281-282.
« Un essai d'histoire coloniale », Le Québec libre, (Cahier I), 1959, p. 4-14.
1960
« Le rêve des Séparatistes laurentiens et la réalité pancanadienne », Les Cahiers de la Nouvelle-France, 12 (décembre 1959 - janvier 1960), p. 285-290.
« Servitudes du bilinguisme », Cahiers de l'Académie canadienne-française, 5, Montréal, 1960, p. 61-70. (Cet article a été revu et augmenté dans Québec - Canada anglais, deux itinéraires, un affrontement, Montréal, HMH, 1968, et a paru sous le titre «Les servitudes et les défis du bilinguisme», p. 185-204.
« Organiser un État provincial dynamique - Tel est, après la Conquête le premier objectif de notre patriotisme », Le Devoir, 29 janvier 1960, p. 2; 16.
« Les Canadiens et la France révolutionnaire », Revue d'histoire de l'Amérique française, 13, 4 (mars 1960), p. 467-475.
« La science historique au Canada français: son évolution et ses développements actuels », Québec - Canada anglais, deux itinéraires, un affrontement, Montréal, HMH, 1968, p. 30-42.
« Canada français 1960 », Le Devoir, 31 mai 1960, p. 4.
« Au-delà du nationalisme linguistique – Pas de salut de la langue sans le salut du Canada français « global », Le Devoir, 22 juin 1960, p. 23.
« The University as a Public Institution in French Canada from Louis XIII to the Electoral Campaign of 1960 », Administration publique du Canada \ Canadian Public Administration, 3, 4 (décembre 1960), p. 344-349.
« L'autonomie des provinces et la Constitution », Châtelaine, 1, 2 (novembre 1960), p. 18-20.
« Patriotes ! Les jeunes le sont à leur manière », Alerte, 17, 163 (décembre 1960), p. 306-309.
1961
(En coll.), L'Université dit Non aux Jésuites, Montréal, Éd. de l'Homme, 1961, 158 p. (Essai publié par l'Association des professeurs de l'Université de Montréal).
« Qu'est-ce qu'un bon service de la statistique ? », Le Bulletin de la SSJB de Montréal, 9 (février 1961), p. 3; 6.
« L'évolution du nationalisme au Canada français – De la Conquête à 1961 », Le Magazine Maclean, 1 (mars 1961), p. 19; 56-58; 62.
« L'historien et la révolution contemporaine », Le Devoir, 3 juin 1961. (Ce texte a aussi été reproduit dans Québec – Canada anglais, deux itinéraires, un affrontement, Montréal, HMH, 1968, p. 21-29).
(En coll.), La crise de l'enseignement au Canada français: urgence d'une réforme, Montréal, Éd. du Jour, 1961, 123 p. (Mémoire présentée à la Commission Royale d'Enquête sur l'Enseignement par l'Association de professeurs de l'Université de Montréal, le 29 novembre 1961).
«La recherche et l'enseignement de l'histoire», Bulletin annuel de la Société de Pédagogie de Montréal, 2 (novembre 1961), 72-81. (Ce texte a aussi été reproduit dans Québec – Canada anglais, deux itinéraires, un affrontement, Montréal, HMH, 1968, p. 43-55).
1962
Les Canadiens et les débuts de la domination britannique 1760-1791, Ottawa, Société Historique du Canada, Coll Brochures Historiques no. 13, 1962, 24 p.; 1966, 26 p. (Un extrait de cette brochure a aussi paru sous le titre «Émigration et décapitation sociale», dans Québec, hier et aujourd'hui, Montréal, McGill University, 1967, p. 212-214. Elle a aussi paru en anglais, dans la même collection, sous le titre French Canada and the Early Decades of British Rule, 1760-1791, 1963, 1965, 1971, 16 p. Cette traduction anglaise a aussi paru dans R. Douglass Francis et Donald B. Smith, dir., Readings in Canadian History - Pre-Confederation, Toronto, Holt, Rinehart and Winston, 1982, p. 239-252).
Compte rendu du livre de W. L. Morton, The Canadian Identity, Madison, University of Wisconsin Press; Toronto, University of Toronto Press, 1961, X-125 p., paru dans la Canadian Historical Review, 43, 1 (mars 1962), p. 68-69.
(En coll.), «Mémoire de la Société Saint-Jean-Baptiste de Montréal sur l'éducation nationale», L'Action nationale, 51, 9-10 (mai-juin 1962), p. 757-839. (Mémoire présenté à la Commission Parent).
« Brèves histoires de nos partis politiques », Le Devoir, 2, 4 et 5 juin 1962. (Cette série d'articles a été reproduite dans Québec – Canada anglais, deux itinéraires, un affrontement, Montréal, HMH, 1968, p. 177-184).
« Si Macdonald revenait... », La Presse, 30 juin 1962.
« Commentaire - L'étude du XIXe siècle canadien-français et l'interprétation de l'équipe gagnante », Recherches sociographiques, 3, 1-2 (janvier -août 1962), p. 43-44. (Ce commentaire a été remanié et reproduit dans Québec – Canada anglais, deux itinéraires, un affrontement, Montréal, HMH, 1968, p. 56-58).
1963
Le financement de l'enseignement universitaire au Québec, Montréal, Les publications de l'Académie canadienne-français, 1963, 31 p.
« Peut-on refaire trois siècles et demi d'histoire ? », Le Quartier Latin, 26 mars 1963, p. 3; 4.
1964
Le fédéralisme, l'Acte de l'Amérique du Nord Britannique et les Canadiens-français, Montréal, Éd. de l'agence Duvernay Inc., 1964, p. 19-107. (Mémoire de la SSJB de Montréal au comité parlementaire de la constitution du gouvernement du Québec, 1964. Ces quatre chapitres rédigés par Brunet ont été reproduits dans Québec – Canada anglais, deux itinéraires, un affrontement, Montréal, HMH, 1968, p. 231-286).
« French Canadian Interpretations of Canadian History », Canadian Forum, 44, 519 (avril 1964), p. 5-7. (Ce texte a été reproduit dans Rebuilding the Canadian Union – A Symposium of the Viewpoint of the French Speaking Canadian, Richmond Hill, York Central District School Board, 1964, p. 5-11).
« L'évolution de la Confédération depuis 1867 », A New Concept Confederation? Vers une nouvelle Confédération?, VII Séminaire de l'Union canadienne des étudiants tenu à l'Université Laval du 30 août au 5 septembre 1964, 1965, p. 40-60.
« L'homme canadien-français contemporain », Québec – Canada anglais, deux itinéraires, un affrontement, Montréal, HMH, 1968, p. 123-132.
1965
« Towards The Discovery Of A New Quebec And The Rebuilding Of The Canadian Union », The Humanities Association Bulletin, 16, 1 (printemps 1965), p. 29-39. (C'est une version remaniée et augmentée d'un article paru précédemment dans Queen's Quartely, 63, 3 (aut. 1956), p. 424-431).
« Le rapport Parent, notre évolution historique et l'enseignement de l'histoire au Québec », Société des Professeurs d'histoire du Québec – Bulletin de liaison, 3 (février 1966), p. 1-4. (Ce texte a aussi paru dans Québec – Canada anglais, deux itinéraires, un affrontement, Montréal, HMH, 1968, p. 59-64).
«Histoire et conscience sociale – L'évolution de notre société appelle le renouvellement de l'enseignement de l'histoire», Le Devoir, 29 décembre 1965, p. 4.
1966
Société, pouvoir politique, nation et État: le cas de la collectivité canadienne-française ou québécoise, Ottawa, Bibliothèque Nationale, Coll. «Commission Royale sur le bilinguisme et le biculturalisme - Études», 1966, 42 p. (Cette étude a aussi paru dans Québec – Canada anglais, deux itinéraires, un affrontement, Montréal, HMH, 1968, p. 133-159).
« The French Canadian's search for a Fatherland », Peter Russel, éd., Nationalism in Canada, Toronto, McGraw Hill, 1966, p. 47-60.
« La longue misère de notre enseignement supérieur 1) Nées tardivement, vivant petitement, nos « universités » ne furent pendant longtemps que des centres médiocres », Le Devoir, 31 mars 1966, p. 4; « 2) Nos universités doivent être exigeantes envers elles-mêmes et confiantes envers l'État», 1er avril 1966, p. 4.
Compte rendu du livre de p. A. Crépeau et C. B. Macpherson, éd., The Future of Canadian Federalism – L'Avenir du fédéralisme canadien, Toronto et Montréal, University of Toronto Press et les Presses de l'Université de Montréal, 1965, XIV-188 p., paru dans la Canadian Historical Review, 47, 2 (juin 1966), p. 165-166.
« Les Canadiens français devant la Confédération 1) La grande illusion née en 1867 persista longtemps malgré forces déceptions amères », Le Devoir, 1er septembre 1966,p. 5; « 2) De l'autonomie provinciale à la grande option de demain: égalité ou indépendance», 2 septembre 1966, p. 4. (Cet article a aussi été reproduit sous le titre «Les Canadiens français face à la Confédération (1867-1966)», dans Québec – Canada anglais, deux itinéraires, un affrontement, Montréal, HMH, 1968, p. 163-176).
1967
« Éloge de Lionel Groulx », Le Devoir, 29 mai 1967, p. 5. (Ce texte a été reproduit dans La Presse, 5 juin 1967).
Compte rendu du livre de Hilda Neatby, Québec: The Revolutionary Age, 1760-1791, Toronto, McClelland & Stewart, 1966, XII-300 p., paru dans la Canadian Historical Review, 48, 2 (juin 1967), p. 159-160.
« Doctorat Honoris Causa à M. Victor Barbeau », Le Devoir, 1er juin 1967, p. 5.
« Les immigrants, enjeu de la lutte entre les deux collectivités fondatrices du Canada », Québec – Canada anglais, deux itinéraires, un affrontement, Montréal, HMH, 1968, p. 205-220. (Ce texte a été reproduit sous le titre «L'immigration et le peuplement du Canada», dans C. Bida, dir., Slavs in Canada, vol. 2, Toronto, Inter-University Committee on Canadian Slavs, 1968, p. 31-44).
« Le professeur des universités franco-québécoises: évolution de son rôle au sein de notre société », Cahiers de Cité Libre, 17, 5 (15 juin 1967), p. 12-17. (Une version révisée de ce texte a été publiée avec quelques additions dans Québec – Canada anglais, deux itinéraires, un affrontement, Montréal, HMH, 1968, p. 98-105).
« Cent ans de Confédération et centenaire de l'État du Québec », La Presse, (magazine), 5 août 1967, p. 8-10. (Cet article a été reproduit sous le titre «Regard sur le passé et examen de la réalité contemporaine» dans Québec – Canada anglais, deux itinéraires, un affrontement, Montréal, HMH, 1968, p. 221-230).
« Lionel Groulx, historien national », Canadian Historical Review, 48, 3 (septembre 1967), p. 299-305 (Cet article a été reproduit dans Québec – Canada anglais, deux itinéraires, un affrontement, Montréal, HMH, 1968, p. 65-74).
« Les subventions de rattrapage », (En coll.), Les investissements universitaires: planification et coordination, Montréal, Éd. du Jour, 1968, p. 83-100. (Cet article a été reproduit sous le titre «Le financement de l'enseignement supérieur et les universités franco-québécoises», Notre passé, le présent et nous, Montréal, Fides, 1976, p. 98-115. Il a aussi paru en anglais sous le titre «Quebec's French Speaking Universities and the Law of Double Imbalance», Queen's Quartely, 75 (winter 1968), p. 613-631.
1968
« Canada - Histoire et politique », Encyclopedia Universalis, Vol. III, Paris, 1968, p. 840-847. (Une deuxième version augmentée a paru lors de la deuxième édition, Vol. IV, 1984, p. 110-120).
En coll. avec J. Russel Harper, Un essai de gravure romantique sur le pays du Québec au XIXe siècle \ A 19th Century Romantic Sketch of Québec: Québec 1800 W.H. Bartlett, Montréal, Éd. de l'Homme, 1968, 103 p.
Québec – Canada anglais, deux itinéraires, un affrontement, Montréal, HMH, 1968, 1969, 309 p.
« La crise de l'enseignement au Québec et l'enseignement de l'histoire à l'Université », L'École dynamique, (juin 1968), p. 13-19. (Cet article a été reproduit dans Le Professeur d'histoire, 1 (novembre 1968), p. 56-72; Notre passé, le présent et nous, p. 116-132. Un extrait a aussi paru sous le titre «Situation actuelle dans l'éducation», L'Action nationale, 58, 2 (octobre 1968), p. 176-178).
« Évolution historique de notre système d'enseignement », Québec – Canada anglais, deux itinéraires, un affrontement, Montréal, HMH, 1968, p. 77-97.
« La démocratie et les Canadiens français », Québec – Canada anglais, deux itinéraires, un affrontement, Montréal, HMH, 1968, p. 106-122.
« Continentalism and Quebec nationalism: A Double Challenge to Canada », Queen's Quartely, 76, 3 (aut. 1969), p. 511-527.
« Les États-Unis seraient-ils ivres de pouvoir ? », La Presse, (magazine), 11 mai 1968, p. 4; 6; 8-9.
« Deux problèmes de coexistence pacifique - Les Américains noirs aux USA et les Canadiens français au Canada », La Presse, (magazine), 22 juin 1968, p. 11-12; 14.
« Ma première rencontre avec Lionel Groulx», L'Action nationale, 57, 10 (juin 1968), p. 890-898.
Compte rendu du livre de J. L. Granatstein, The Politics of Survival: The Conservative Party of Canada, 1939-1945, Toronto, University of Toronto Press, 1967, IX-231 p., paru dans la Revue d'histoire de l'Amérique française, 22, 1 (juin 1968), p. 116-118.
Compte rendu du livre Canada, un siècle, 1867-1967, publié par le bureau fédéral de la statistique, Ottawa, Imprimeur de la Reine, 1967, VIII-504 p., paru dans la Revue d'histoire de l'Amérique française, 22, 1 (juin 1968), p. 118-119.
« La campagne électorale de 1968 - Un pays qui se cherche et la tentative de diversion de M. Pierre-Elliot Trudeau », La Presse, 22 juin 1968. (Cet article a été reproduit dans Notre passé, le présent et nous, Montréal, Fides, 1976, p. 207-214).
« La Commission B-B ou la fin d'un mirage », Le Devoir, 3 janvier 1969, p. 4.
1969
Les Canadiens après la Conquête 1759-1775 : de la révolution canadienne à la révolution américaine, Montréal, Fides, 1969; 1980; 313 p.
« Bye-bye to B & B », The Vancouver Sun, 17 janvier 1969.
« L'Église catholique du Bas-Canada et le partage du pouvoir à l'heure d'une nouvelle donne (1837-1854) », Communications de la Société historique du Canada, 1969, p. 37-51. (Cette étude a été reproduite dans J.-P. Bernard, éd., Les idéologies québécoises au 19e siècle, Montréal, Boréal Express, 1973, p. 83-97; elle a aussi paru dans Notre passé, le présent et nous, Montréal, Fides, 1976, p. 71-88).
Compte rendu des livres d'Edward M. Corbett, Québec Confronts Canada, Baltimore, Johns Hopkins Press, (Toronto, Copp Clark), 1967, XIV-336 p., et de Claude Julien, Canada: Europe's Last Chance, Toronto, MacMillan, 1968, XIV-178 p., paru dans la Canadian Historical Review, 50, 1 (mars 1969), p. 97-99.
« Quand un historien se mêle de lire dans la boule de cristal », Stephen Clarkson, éd., Visions 2020, Edmonton, M. G. Hurtig Ltée., 1970, p. 123-127. (Cet article a aussi été reproduit dans Notre passé, le présent et nous, Montréal, Fides, 1976, p. 48-52).
Compte rendu du livre de O.J. Firestone, Industry and Education – A Century of Canadian Development, Social Science Studies - Cahiers des sciences sociales, 5, Ottawa, University of Ottawa Press, 1969, XVIII-295 p., paru dans la Revue d'histoire de l'Amérique française, 23, 2 (septembre 1969), p. 303-304.
Compte rendu du livre de John Garner, The Franchise and Politics in British North America, 1775-1867, Toronto, University of Toronto Press, 1969, VII-258 p., paru dans la Revue d'histoire de l'Amérique française, 23, 2 (septembre 1969), p. 304-306.
Compte rendu du livre de L. F. S. Upton, The Loyal Whig - William Smith of New-York & Québec, Toronto, University of Toronto Press, 1969, IX-250 p., paru dans la Revue d'histoire de l'Amérique française, 23, 2 (septembre 1969), p. 306-308.
« Canadiens, Canadiens français, Québécois: à la minute de vérité », Le Devoir, 30 avril 1970, p. 5. (Cet article a aussi été reproduit dans Notre passé, le présent et nous, Montréal, Fides, 1976, p. 17-23).
Compte rendu du livre de George F. G. Stanley, A Short History of the Canadian Constitution, Toronto, The Ryerson Press, 1969, 228 p., paru dans la Revue d'histoire de l'Amérique française, 23, 3 (décembre 1969), p. 465-466.
Compte rendu du livre de Louis-Philippe Audet, Bilan de la réforme scolaire au Québec, 1959-1969, Montréal, Les Presses de l'Université de Montréal, 1969, 70 p., paru dans la Revue d'histoire de l'Amérique française, 23, 3 (décembre 1969), p. 466-467.
1970
« Histoire vécue et histoire enseignée», (En coll.), L'Histoire et son enseignement, Montréal, Les Presses de l'Université du Québec, 1970, p. 13-23. (Cet article a aussi été reproduit dans Notre passé, le présent et nous, Montréal, Fides, 1976, p. 135-146).
(En coll.), «La bourgeoisie en Nouvelle-France: essai de définition », Revue d'histoire de l'Amérique française, 24, 1 (juin 1970), p. 79-81.
« Parti Quebecois Was the Real Winner », Toronto Daily Star, 2 mai 1970.
« Establishment, Establishments et société québécoise », Éducation et société, 1 (septembre 1970), p. 6-7. (Cet article a aussi été reproduit dans Notre passé, le présent et nous, Montréal, Fides, 1976, p. 180-182).
« Seules les nations de la francophonie peuvent comprendre l'itinéraire des Québécois », La Presse, 28 septembre 1970, p. A-5 et D-14. (Cet article a été reproduit sous le titre «L'itinéraire des Français en Amérique du Nord et les accidents de l'histoire», Bulletin de liaison, dans le Comité international d'historiens et de géographes de langue française, 1 (janvier 1971), p. 53-82; dans les Cahiers de Clio, 26, 1971, p. 33-48; et dans Notre passé, le présent et nous, 1976, p. 24-40).
Compte rendu du livre de Carl Berger, The Sense of Power: Studies in the Ideas of Canadian Imperialism 1867-1914, Toronto, University of Toronto Press, 1970, X-277 p., paru dans International Journal, 26, 1 (hiver 70), p. 279-281.
« Canada's Unity and the French Canadian's Survival as a Collectivity », The Canadian Journal of History and Social Science, 5, 1 (novembre 1970), p. 39-46.
« Le Québec à l'ombre de la liberté britannique – Deux cent dix ans d'occupation étrangère et cent soixante-dix-huit ans de démocratie dirigée », Le Devoir, 13 novembre 1970, p. 19. (Cet article a été reproduit dans L'Action nationale, 60, 4 (décembre 1970), p. 281-284; Notre passé, le présent et nous, Montréal, Fides, 1976, p. 158-161).
« Victime de l'accélération de l'histoire, M. Trudeau deviendra-t-il le fossoyeur du Canada contemporain ? », Le Devoir, 30 décembre 1970, p. A.6-A.7. (Ce texte a aussi paru dans Claude Ryan, dir., Le Québec qui se fait, Montréal, Hurtubise, HMH, 1971, p. 97-106. Une version remaniée a aussi paru dans Notre passé, le présent et nous, Montréal, Fides, 1976, p. 215-226).
1971
« Au terme d'une longue trajectoire - Le Québec deviendra-t-il enfin la patrie des Canadiens français ? », Le Devoir, 24 février 1971, p. 4; 6. (Ce texte a aussi paru sous le titre «Les déterminismes de notre histoire: le Québec est-il notre patrie ou notre prison?», dans Notre passé, le présent et nous, Montréal, Fides, 1976, p. 162-167).
« L'université colonisée 1) Le Québec défini par des étrangers », Le Devoir, 17 mai 1971 p. 4; «2) L'invasion américaine au Canada anglais», 18 mai 1971, p. 5. (Ce texte a aussi paru sous le titre «Le Canada, dernière colonie de l'Atlantique-Nord» dans Notre passé, le présent et nous, Montréal, Fides, 1976, p. 147-157).
« Essai d'histoire comparée: religion et nationalisme », Notre passé, le présent et nous, Montréal, Fides, 1976, p. 89-97.
« Correspondence », Canadian Historical Review, 52, 2 (juin 1971), p. 234-235.
Compte rendu du livre de Norman Penlington, éd., On Canada: Essays in Honour of Frank H. Underhill, Toronto, University of Toronto Press, 1971, XVII-196 p., paru dans la Revue d'histoire de l'Amérique française, 25, 2 (septembre 1971), p. 260-261.
« Finances publiques et liberté nationale », L'Action nationale, 61, 4 (décembre 1971), p. 267-280. (Ce texte a aussi été reproduit dans Notre passé, le présent et nous, Montréal, Fides, 1976, p. 168-179).
Compte rendu du livre de Claude Galarneau, La France devant l'opinion canadienne (1760-1815), Québec, Les Presses de l'Université Laval; Paris, Armand Colin, 1970, XII-404 p., paru dans la Canadian Historical Review, 52, 4 (décembre 1971), p. 430-431.
1972
« La révision constitutionnelle - Un problème canadien ou québécois ? », L'Action nationale, 61, 8-9 (avril-mai 1972), p. 681-688. (Cet article a aussi été reproduit sous le titre «La révision constitutionnelle un problème Canadian ou Québécois?» dans Notre passé, le présent et nous, Montréal, Fides, 1976, p. 227-233).
« Le fédéralisme canadien: ses origines et son évolution », Notre passé, le présent et nous, Montréal, Fides, 1976, p. 183-193.
« Les Français du Canada et le problème historiographique de la Conquête britannique », Comptes rendus trimestriels de l'Académie des Sciences d'Outre-Mer, 32, 2, 1972, p. 269-274. (Cet article a aussi paru dans Notre passé, le présent et nous, Montréal, Fides, 1976, p. 41-47).
1973
« Historical Background of Quebec's Challenge to Canadian Unity », Dale C. Thomson, éd., Québec Society and Politics: Views from the Inside, Toronto, McClelland & Stewart, 1973, p. 39-51.
Compte rendu du livre de Virginia B. Platt and David C. Skaggs, éd., Of Mother Country and Plantation: Proceedings of the Twenty-Seventh Conference in Early American History, Bowling Green, Ohio, Bowling Green State University Press, 1971, X-127 p., paru dans la Canadian Historical Review, 54, 1 (mars 1973), p. 82-84.
« De la nation canadienne-française d'hier à la société québécoise de demain – Les retombées d'une double révolution en marche », La Presse, 23 juin 1973. (Cet article a aussi été reproduit dans Notre passé, le présent et nous, Montréal, Fides, 1976, p. 53-56).
« Mgr Irénée Lussier, recteur de l'Université de Montréal », Le Devoir, 13 août 1973, p. 4.
« Ce que taisent les panégyristes de Louis Saint-Laurent », Le Devoir, 20 août 1973, p. 5.
« L'Acte de Québec: première étape d'une association entre deux collectivités », L'Action nationale, 63, 6 (février 1974), p. 479-486.
1974
« Pour la première fois, nous commençons à agir en majorité », Le Devoir, 22 octobre 1974, p. 4.
Compte rendu du livre d'Hilda Neatby, The Québec Act: Protest and Policy, Toronto, Prentice-Hall, 1972, X-142 p., paru dans la Canadian Historical Review, 55, 2 (juin 1974), p. 188-189.
« Le rôle de l'histoire et de la géographie », Ludger Beauregard, dir., L'avenir de l'histoire et de la géographie, Québec, 1976, p. 33.
« La minorité anglophone du Québec: de la Conquête à l'adoption du Bill 22 », L'Action nationale, 64, 6 (février 1975), p. 452-466. (Cet article a été reproduit dans Notre passé, le présent et nous, Montréal, Fides, 1976, p. 194-204).
1975
« Essai d'histoire comparée: religion et nationalisme », Paul M. Migus, éd., Sounds Canadian: Langages and Cultures in Multi-Ethnic Society, Toronto, Peter Martin Associates, 1975, p. 114-120.
« L'évolution économique du Québec et les frustrations séculaires des Québécois », Notre passé, le présent et nous, Montréal, Fides, 1976, p. 57-68.
« Histoire et politique », Revue de l'Association canadienne d'éducation de langue française, 4, 2 (avril 1975), p. 2-4.
« Mgr Jean-Olivier Briand, homme d'État au service des Canadiens ou valet à la solde des autorités britanniques?», Asticou, 16 (septembre 1976), p. 9-21.
1976
Notre passé, le présent et nous, Montréal, Fides, 1976, 278 p.
« Avant et depuis le 30 octobre 1972 - Les mutations fonctionnelles et les sincérités successives de M. Trudeau : de la trudeaumanie à la trudeaucratie », Notre passé, le présent et nous, Montréal, Fides, 1976, p. 234-258.
« Le grand paradoxe de la carrière fédérale de Pierre Trudeau - Antinationaliste au Québec, M. Trudeau aura surtout contribué à renforcer le centralisme fédéral et le nationalisme canadian », Le Devoir, 30 juin 1976, p. 5.
« Old Quebec Is Dead and Buried », Toronto Daily Star, 20 novembre 1976.
Compte rendu du livre de R. D. Cuff et J. L. Granatstein, Canadian-American Relations in Wartime: From the Great War to the Cold War, Toronto, Hakkert, 1975, XII-205 p., paru dans la Revue d'histoire de l'Amérique française, 30, 3 (décembre 1976), p. 417-418.
1978
« Le Québec et la présence française en Amérique », Forces, 43, 2e trimestre 1978, p. 22-29. (Cahier spécial sur le Québec).
« Le Québec, la révolution américaine et l'intervention de la France », Nouvelles recherches québécoises, 1, 1 (1978), p. 55-66.
« Lionel Groulx et l'histoire de notre désassimilation », Bulletin de la Bibliothèque nationale du Québec, 12, 1 (1978), p. 5-6. (Ce texte a été augmenté et a paru dans L'Action nationale, 74, 9 (mai 1985), p. 871-876).
Compte rendu du Dictionary of Canadian Biography – Dictionnaire biographique du Canada, Vol. IX: 1861-1870, Francess G. Halpenny et Jean Hamelin, dir., Toronto et Québec, University of Toronto Press et Les Presses de l'Université Laval, 1976, XIII-967 p., paru dans la Canadian Historical Review, 59, 1 (mars 1978), p. 62-65.
Compte rendu du livre de Frank Mackinnon, The Crown in Canada, Calgary, McClelland & Stewart, 1976, 189 p., paru dans la Canadian Historical Review, 59, 1 (mars 1978), p. 65-66.
1979
« Préface », Who's who in Québec, Biographies canadiennes-françaises\Who's who in Québec, Montréal, Éd. Biographiques Canadiennes-Française Limitée, 1979, 26e édition, p. 5.
«Deux grands écrivains : Lionel Groulx et Guy Frégault», Nos livres, 10, (février 1979), non paginé.
Compte rendu du livre de Walter Gordon, A Political Memoir, Toronto, McClelland & Stewart, 1977, 395 p., paru dans la Revue d'histoire de l'Amérique française, 33, 1 (juin 1979), p. 83-86.
1980
« Mémoire collective et projets politiques », Relations, 40, 455 (janvier 1980), p. 3-4.
Compte rendu du livre de Serge Gagnon, Le Québec et ses historiens de 1840 à 1920: La Nouvelle-France de Garneau à Groulx, Québec, Les Presses de l'Université Laval, 1978, 474 p., paru dans The American Historical Review, 85, 1 (février 1980), p. 238.
« Despotisme renouvelé et capitalisme éclairé », Acadiensis, 9, 2 (printemps 1980), p. 108-112.
« Les gens changent », Le Devoir, 1er mai 1980, p. 8.
« Vers la souveraineté », Le Devoir, 9 mai 1980, p. 9.
« Un assimilé... », La Presse, 19 mai 1980, p. B-1.
Compte rendu du livre de Claude Galarneau, Les Collèges classiques au Canada français (1620-1970), Montréal, Fides, 1978, 287 p., paru dans la Canadian Historical Review, 61, 3 (septembre 1980), p. 376-377.
« Guy Frégault : l'itinéraire d'un historien de La Civilisation de la Nouvelle-France (1944) à La Guerre de la Conquête, (1955) », Pierre Savard, éd., Guy Frégault, 1917-1978, Montréal, Éd., Bellarmin, 1981, p. 27-39.
Compte rendu du livre de Gérald A. Beaudoin, Essais sur la Constitution, Ottawa, Éd. de l'Université d'Ottawa, 1979, XII-422 p., paru dans la Revue d'histoire de l'Amérique française, 34, 3 (décembre 1980), p. 440-441.
1981
« Toujours à la recherche de l'égalité », L'information nationale, avril 1981, p. 9-10.
« La question constitutionnelle et le projet Trudeau : où le premier ministre veut-il conduire le Canada et le Québec ? », Cahiers d'histoire, 2, 1 (aut. 1981), p. 1-6.
« Le Prince de Machiavel », Le Soleil, 16 janvier 1981, p. A-7.
« Le fédéralisme canadien vu de Londres, 1867-1980 », L'Action nationale, 70, 6 (février 1981), p. 451-462.
« Mes années de formation, le révisionnisme de la décennie cinquante et mes engagements », Guy Rocher, dir., Continuité et rupture: les sciences sociales au Québec, Vol. I, Montréal, Les Presses de l'Université de Montréal, 1984, p. 45-50. (Ce texte a été reproduit dans L'Action nationale, 74, 10 (juin 1985), p. 989-995).
« Faut-il oublier l'histoire religieuse du Québec? Notre christianisme romain, un héritage et un projet », Critère, 32 (aut. 1981), p. 148-156.
1982
« Les immigrants en Amérique du Nord - Des partenaires d'une même aventure », Questions de culture, 2, 1982, p. 17-22.
Compte rendu du livre de Jean Bergeron, ptre, L'agriculture et l'Église - Deux amies intimes d'origine divine, Québec, Chez l'auteur, 1943, 210 p., paru dans le Dictionnaire des œuvres littéraires du Québec 1940-1959, vol. III, Montréal, Fides, 1982, p. 24-25.
Compte rendu du livre de Lionel Groulx, L'indépendance du Canada, Montréal, Éd. de l'Action nationale, 1949, 175 p., paru dans le Dictionnaire des œuvres littéraires du Québec 1940-1959, vol. III, Montréal, Fides, 1982, p. 509-510.
Compte rendu du livre de Joseph Schull, Un Grand Patron: une biographie de Donald Gordon, Montréal, McGill-Queen's University Press, 1981, X-350 p., paru dans la Revue d'histoire de l'Amérique française, 35, 4 (mars 1982), p. 599-602.
«Les deux discours de Jean Chrétien», Le Devoir, 26 mars 1982, p. 8.
Compte rendu du livre de Paul-André Linteau, Maisonneuve: Comment des promoteurs fabriquent une ville, 1883-1918, Montréal, Boréal Express, 1981, 280 p., paru dans Relations, 482, (juil.-août 1982), p. 202.
Compte rendu du livre de Brian Young, Georges-Étienne Cartier: Montreal Bourgeois, Kingston et Montréal, McGill-Queen's University Press, 1981, XIV-181 p., paru dans la Revue d'histoire de l'Amérique française, 36, 2 (septembre 1982), p. 278-279.
« Nord-Américain et francophone », Le Devoir, 25 octobre 1982, p. 13.
« Déterminismes et accidents de l'histoire: le cas de la collectivité française-canadienne-québécoise », L'Information nationale, (novembre 1982), p. 10-11.
(Sans titre), La Presse, 29 décembre 1982. (Lettre aux lecteurs).
1983
« Enseigner l'histoire nationale au Québec: un triple défi », Bulletin de la Société des Professeurs d'histoire du Québec, 21, 2 (janvier 1983), p. 7-9.
« Historien et homme d'action », Le Devoir, 18 mars 1983, p. 7. (Ce texte a également été publié en français et en anglais dans le Bulletin de la Société historique du Canada, (printemps 1983), p. 11).
« Qui doit s'adapter », Le Devoir, 21 mars 1983, p. 8.
« Le parti libéral fédéral et l'art d'être au pouvoir », Relations, 43, 488 (mars 1983), p. 61-63
« Des fleurs, suivies de propos à bâtons rompus », La Presse, 13 juillet 1983, p. A-7.
« Lionel Groulx, 1878-1967 », L'Action nationale, 74, 10 (juin 1985), p. 1022-1025.
Compte rendu du livre de J. L. Granatstein, The Ottawa Men: The Civil Service Mandarins, 1935-1957, Toronto, Oxford University Press, 1982, XIV-333 p., paru dans la Revue d'histoire de l'Amérique française, 37, 2 (septembre 1983), p. 348-351.
« La question linguistique au Manitoba », Le Droit, 30 septembre 1983, p. 7.
« Trudeau se sert de la question linguistique à des fins mesquines », Le Devoir, 3 octobre 1983, p. 13-14.
« Du visionnaire au gestionnaire », Le Devoir, 19 octobre 1983, p. 8.
« À la recherche d'une métropole nourricière: Ludger Duvernay, Ignace Bourget et Joseph-G. Barthe (1832-1855) », L'Action nationale, 74, 9 (mai 1985), p. 915-923.
« Un moment de détente dans la vie de Lionel Groulx », Le Devoir, 22 octobre 1983, Cahier spécial p. 4.
1984
Compte rendu du livre de Pierre-Elliott Trudeau, Le fédéralisme et la société canadienne-française, Montréal, HMH, 1967, XIII-227 p., paru dans le Dictionnaire des œuvres littéraires du Québec 1960-1969, vol. IV, Montréal, Fides, 1984, p. 339-341.
« La longue marche du peuple québécois », (En coll.), Découvrir le Québec - Un guide culturel, Québec, Éd. Québec français, 1984, p. 14-21.
« Le Québec : Une histoire qui commence au XVIe siècle », Le Courrier du Parlement, avril 1984, p. 6-7. (Une version augmentée de ce texte a paru dans L'Action nationale, 74, 10 (juin 1985), p. 977-982).
« Les guerres de Langue au Canada - Le cas manitobain », Relations, 499, (avril 1984), p. 80-83.
« Jacques Cartier et la prise de possession toponymique francophone de l'Amérique du Nord », (En coll.), 450 ans de noms de lieux français en Amérique du Nord, Québec, Les publications du Québec, 1986, p. 13-15.
« L'avenir des minorités francophones à l'heure d'un nouveau Québec », L'Action nationale, 74, 1 (septembre 1984), p. 13-18.
« Feu Maurice Séguin - Les étapes de l'historien et du maître à penser », Le Devoir, 8 septembre 1984, p. 11; 14.
« Des utopies néfastes », Le Devoir, 12 septembre 1984, p. 8.
« Le rôle de M. Duplessis », La Presse, 15 octobre 1984, p. A-7.
« Bilinguisme », La Presse, 12 novembre 1984, p. A-7.
1985
« Lettre au Pr. Ouellet », L'Action nationale, 74, 9 (mai 1985), p. 945-947.
« Un volume de Gérard Pelletier », L'Action nationale, 74, 9 (mai 1985), p. 949-951.
« Adieu, mère patrie ! », Horizon Canada, 2, 19 (juin 1985), p. 433-439.
« Le dernier livre de J.-L. Gagnon », L'Action nationale, 75, 1 (septembre 1985), p. 57-59.
1986
« Témoignages significatifs », La Revue indépendantiste, 18-21, (print. 1986), p. 101.

## Honneurs
- 1969 - Prix Jean-Hamelin, Les Canadiens après la conquête, 1759-1775 : de la révolution canadienne à la révolution américaine
- 1969 - Prix du Gouverneur général, Les Canadiens après la conquête
- 1969 - Membre associé étranger de l'Académie des sciences d'Outre-mer de Paris
- 1970 - Prix France-Québec
- 1970 - Prix Ludger-Duvernay
- 1978 - Médaille de la Société historique de Montréal
- 1983 - Prix Léon-Gérin
- 1984 - Fauteuil à l'Académie des sciences d'Outre-mer de Paris
- Membre de l'Académie des lettres du Québec.

## Prix Michel-Brunet
Doté d’une bourse de 1 000 $, le prix Michel-Brunet couronne le meilleur ouvrage traitant d’un sujet historique, quel que soit le champ spatio-temporel, produit par un(e) jeune historien(ne) québécois(e) de moins de 35 ans.